# Eupithecia piceata
Eupithecia piceata là một loài bướm đêm trong họ Geometridae.